# Yuuki Konno
Yuuki Konno (紺野木綿季 Konno Yūki?) es un personaje ficticio que aparece en la serie de novelas ligeras Sword Art Online de Reki Kawahara. Es más conocida como Yuuki (ユウキ?). Comenzando en Serene Garden, un mundo de realidad virtual, ella y su gremio finalmente llegaron a ALfheim Online, donde se hizo conocida como Espada Absoluta (絶剣 Zekken?) debido a que ganó sesenta y siete duelos consecutivos en la calle, incluido uno contra Kirito. Antes de ser conocida como Yuuki de ALO, Yuuki Konno era una niña con SIDA desde su nacimiento. Sus padres, así como su hermana gemela Aiko, también estaban infectados.

## Habilidades
Ella es un Imp en ALO, y comienza a pelear con cualquiera prometiéndole a un Original Sword Skill (OSS) hacer un ataque combinado 11 veces si es derrotada: debido a su estado invencible, recibe el apodo de Espada Absoluta (絶対剣 Zekken?).

## Apariciones
Una de las protagonistas del Volumen 7. Era una Imp en ALO, comenzó a batirse a duelo con cualquiera que le prometiera una Habilidad de Espada Original (OSS) de 11 golpes si era derrotada: debido a su estado invicto, se le dio el título de "Espada Absoluta". Finalmente, Asuna lucha contra ella, pero pierde. Después de la pelea, Yuuki le pide que la ayude a derrotar al jefe del piso 27 con su gremio, los "Caballeros Durmientes", con el deseo de grabar todos sus nombres en el Monumento de los Espadachines para crear un recuerdo. Después de ciertos eventos, que incluyen la derrota del jefe, se revela que Yuuki tiene VIH / SIDA y los miembros del gremio son pacientes en estado terminal: para probar el dispositivo Medicuboid, diseñado supuestamente por Rinko Koujiro, para el cuidado de futuros pacientes. Yuuki forma un fuerte vínculo con Asuna, en recordatorio de su difunta hermana gemela mayor Aiko Konno. Con el paso del tiempo, la condición de Yuuki se deteriora y después de confiar su «Rosario de la Madre» de la OSS a Asuna antes de morir pacíficamente en ALO, rodeada de más de 1000 jugadores de todas las tribus del juego, incluidos los miembros de su gremio, Asuna y sus amigos. Yuuki, una jugadora de Alfheim Online, recibió apoyo de Asuna, quien asumió el liderazgo para mejorar su calidad de vida. Kazuto "Kirito" Kirigaya colaboró diseñando un dispositivo especial que permitió a Yuuki, paciente terminal de SIDA, cumplir su deseo de asistir a la escuela de manera virtual. Yuuki Konno fue presentada por primera vez durante el segundo arco de la segunda temporada de Sword Art Online cuando Asuna se acercó a ella y pronto descubrió que en realidad tenía una enfermedad terminal. Yuuki fue interpretada por Aoi Yuuki y cumplió un papel importante en uno de los arcos más conmovedores de la segunda temporada del anime.
Richard Eisenbeis de Kotaku elogió a Yuuki como un personaje "poderosamente humano", escribiendo "Al igual que con el clásico Beowulf, Yuuki encuentra su significado e inmortalidad en la palabra escrita. Para ella, tener su nombre (y los de sus amigos que pronto fallecerán) en una pared virtual por toda la eternidad es una prueba de que existió. Para ella, incluso eso es suficiente".

## Recepción

### Crítica
Una reseña de Kotaku elogió su relación con Asuna.
Eisenbeis elogió el cuarto arco de Sword Art Online donde Yuuki es la heroína en el arco de Mother's Rosario. El arco en su conjunto fue llamado "desgarrador y hermoso".

### Popularidad
En una encuesta oficial de popularidad de personajes organizada por Dengeki Bunko para la portada de abec Art Works, Yuuki ocupó el segundo lugar. Una segunda encuesta afirma a Yuuki el cuarto lugar de los personajes más populares de Sword Art Online. Yuuki fue galardonado con el quinto lugar en una encuesta de personajes de Dengeki Bunko para sus novelas ligeras. Yuuki quedó en lugar 7 de los 10 personajes de Sword Art Online más subestimados.
En un concurso de fans donde los encuestados eligieron entre 41 opciones para la próxima figura de Sword Art Online, Yuuki colocó el puesto 5 y el puesto 24.

### Mercadotecnia
El personaje ha recibido críticas positivas y su popularidad la ha llevado a aparecer en varios esfuerzos promocionales o productos de la serie. También aparece en anuncios promocionales de una serie de bocadillos de maíz inflado Umaibo de Namco.
Las chicas de Sword Art Online (incluida Yuuki) aparecen en una lotería de merchandising de Bandai, y Anime News Network señaló con humor que "las chicas de Sword Art Online han traído un buen dineral a los creadores de la franquicia, ya sea que los personajes estén descansando bajo sombrillas o protagonizando su propio manga spin-off". También hay modelos LED iluminados en 3D de Kirito, Asuna, Sinon, Leafa y Yuuki. También hubo un relanzamiento de la figura de Yuuki Konno para junio de 2021. Otra figura también presenta a Yuuki Konno. Las gafas de Sword Art Online basadas en los personajes tenían un modelo "Mother's Rosario Yuuki" "Estas gafas incorporan los colores morado, rojo y amarillo del disfraz de Yuuki e incluyen el diseño atrevido de su atuendo para capturar su espíritu valiente".